# 长嘴鹩鹛属
长嘴鹩鹛属（学名：Rimator）是雀形目雀眉科下的一个属。属下物种分布于东亚、南亚以及东南亚。

## 种
共5种。
- 长嘴鹩鹛 Rimator malacoptilus
- 短尾鹛 Rimator danjoui
- 瑙蒙短尾鹛 Rimator naungmungensis
- 苏门答腊鹩鹛（英语：Rimator albostriatus） Rimator albostriatus
- 白喉鹩鹛（英语：Rimator pasquieri） Rimator pasquieri